# Fort Union nationalmonument

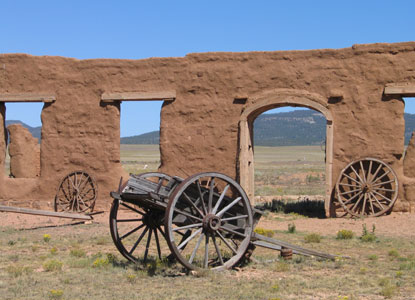
Fort Union nationalmonument

Fort Union ligger i Mora County i delstaten New Mexico i USA. Försvarsanläggningen inkluderar ett komplex av tre sammanbyggda fort, där det äldsta är från 1851. Fortet byggdes för att skydda den viktiga handelsvägen Santa Fe Trail. Det tredje fortet som byggdes är det största och fungerade som vapendepå och förråd för hela sydvästra USA.